# Opius leptosoma
Opius leptosoma är en stekelart som beskrevs av Fischer 1963. Opius leptosoma ingår i släktet Opius och familjen bracksteklar. Inga underarter finns listade i Catalogue of Life.